# Peter Haber
Peter Alexander Haber, född 12 december 1952 i Tyska S:ta Gertruds församling i Stockholm, är en svensk skådespelare.
Haber är känd bland annat för sin roll som Martin Beck i Beck-filmerna från 1997 och framåt. År 2023 hade han spelat in 50 filmer i rollen som Beck. Haber har även Guldbagge-nominerats vid fyra tillfällen för sina insatser i Sunes sommar (1993), Sommarmord (1994), Vita lögner (1995) och En dag kommer allt det här bli ditt (2023).

## Biografi

### Tidiga år
Peter Haber är son till scenografen, porträttmålaren och keramikern Karl-Egon "KEH" Haber, bördig från Remscheid i Tyskland, och Gudrun Mary Alexandra Haber, som var utomäktenskaplig dotter till Guido Valentin och sondotter till Karl Valentin. Familjen flyttade 1958 från Lidingö till Södertälje, där Haber växte upp och gick i Mariekällskolan. År 1996 utsågs han till Södertälje-ambassadör.

### Karriär

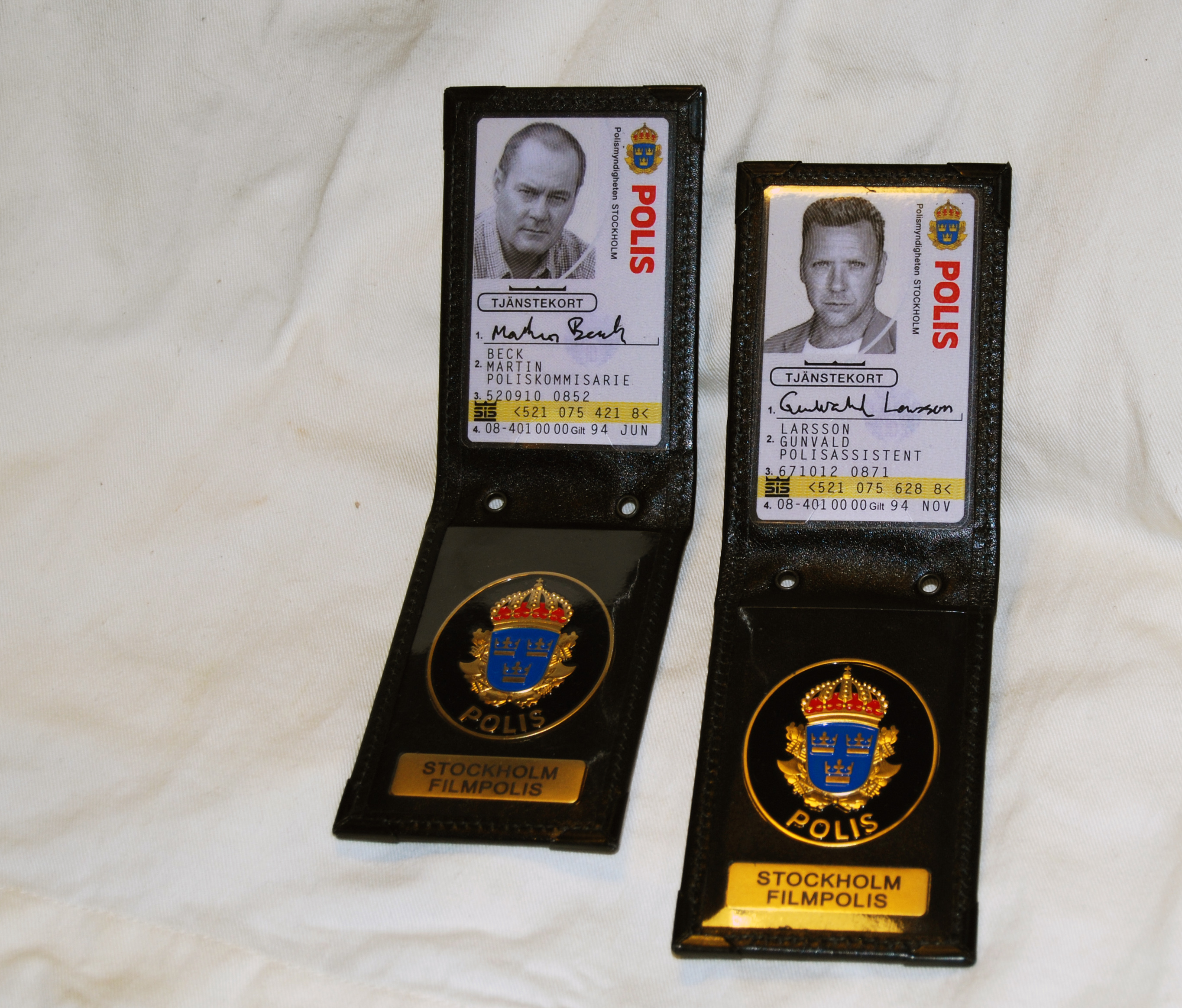
Peter Haber som Martin Beck på en polisbricka till vänster.

Haber började med sina studier vid Stockholms scenskola innan han var med och grundade Skånska teatern i Landskrona. Där arbetade han som skådespelare i nio år. Han var även verksam vid Folkteatern i Gävle under fyra år. 1987 blev han anlitad av Stockholms stadsteater. Under 1990-talet slog han igenom stort för den breda publiken i den komiska rollen som Rudolf Andersson i SVT:s julkalender Sunes jul (1991) och i den efterföljande långfilmen Sunes sommar (1993). Haber nominerades till en Guldbagge för bästa manliga huvudroll för Sunes sommar.  Följande år mottog han sin andra guldbaggenominering för sin roll i Lars Molins långfilm Sommarmord. 1995 kom hans tredje raka guldbaggenominering för rollen i Vita lögner. Sedan dröjde det 27 år innan Haber åter blev nominerad, denna gång i kategorin Bästa manliga biroll för sin insats i långfilmen En dag kommer allt det här bli ditt (2023).
Haber fick uppmärksamhet för sin rolltolkning av underrättelseofficeren Carl Hamilton i TV-serien Fiendens fiende (1990), men för den breda publiken är han kanske mest förknippad med sin roll som Martin Beck i Beck-filmerna från 1997 och framåt. I ett flertal av Beck-filmerna har Habers utmärkta kunskaper i tyska visats upp, bland annat i Den japanska shungamålningen (2007) och Flickan i jordkällaren (2006). År 2023 hade han spelat in 50 filmer i rollen som Martin Beck.
Haber driver sitt eget filmproduktionsbolag AntingenEller AB tillsammans med sambon Lena T. Hansson.
År 2017 fick Peter Haber en minnessten på Landskronas Walk of Fame för sina insatser med uppstart och utveckling av Skånska Teatern.

### Privatliv
Peter Haber har varit sambo med skådespelaren Anne-Li Norberg (1953–2018) och fick dottern Nina Haber 1985, som också är skådespelare. Sedan 1994 är han sambo med skådespelaren Lena T. Hansson (född 1955) som han fick en son med 1995. Han är bosatt på Södermalm i Stockholm.

## Filmografi (i urval)
| År   | Titel                                   | Roll                 | Notering |
| ---- | --------------------------------------- | -------------------- | -------- |
| 1987 | Nionde kompaniet                        | Lundkvist            |          |
| 1988 | Venus 90                                | fotograf             |          |
| 1989 | 1939                                    | polisassistent Wiren |          |
| 1990 | Apelsinmannen                           | pastor Kejne         | TV-serie |
| 1990 | Fiendens fiende                         | Carl Hamilton        | TV-serie |
| 1990 | Från de döda                            | schackspelare        |          |
| 1991 | Guldburen                               | Dr. Molander         | TV-serie |
| 1991 | "Harry Lund" lägger näsan i blöt!       | Rune Ek              |          |
| 1991 | Sunes jul                               | Rudolf Andersson     |          |
| 1991 | Tre kärlekar                            | Lasse Larsson        | TV-serie |
| 1992 | Jönssonligan & den svarta diamanten     | Dr. M.A. Busé        |          |
| 1992 | Kvällspressen                           | Carl Hamilton        | TV-serie |
| 1993 | Sunes sommar                            | Rudolf Andersson     |          |
| 1994 | Jönssonligans största kupp              | Dr. M.A. Busé        |          |
| 1994 | Sommarmord                              | Sture Ekberg         |          |
| 1995 | Vita lögner                             | Palle Hagmann        |          |
| 1995 | Jeppe på berget                         | Jeppe                |          |
| 1996 | Zonen                                   | Henrik Levin         | TV-serie |
| 1996 | Juloratoriet                            | Aron Nordensson      |          |
| 1996 | Vinterviken                             | Frank                |          |
| 1997 | Beck – Lockpojken                       | Martin Beck          |          |
| 1997 | Beck – Mannen med ikonerna              | Martin Beck          |          |
| 1998 | Beck – Vita nätter                      | Martin Beck          |          |
| 1998 | Beck – Öga för öga                      | Martin Beck          |          |
| 1998 | Beck – Pensionat Pärlan                 | Martin Beck          |          |
| 1998 | Beck – Monstret                         | Martin Beck          |          |
| 1998 | Beck – The Money Man                    | Martin Beck          |          |
| 1998 | Beck – Spår i mörker                    | Martin Beck          |          |
| 1999 | Vägen ut                                | Jakobsson            |          |
| 1999 | Tomten är far till alla barnen          | Janne                |          |
| 2000 | Hur som helst är han jävligt död        | Rolf                 |          |
| 2000 | Gossip                                  | Gregor Becklén       |          |
| 2001 | Beck – Hämndens pris                    | Martin Beck          |          |
| 2001 | Beck – Mannen utan ansikte              | Martin Beck          |          |
| 2001 | Beck – Kartellen                        | Martin Beck          |          |
| 2001 | Beck – Enslingen                        | Martin Beck          |          |
| 2001 | Beck – Okänd avsändare                  | Martin Beck          |          |
| 2001 | Beck – Annonsmannen                     | Martin Beck          |          |
| 2001 | Beck – Pojken i glaskulan               | Martin Beck          |          |
| 2001 | Beck – Sista vittnet                    | Martin Beck          |          |
| 2001 | En förälskelse                          | Simon                |          |
| 2001 | Shrek                                   | Lord Farquaad        | Röst     |
| 2001 | Agnes                                   | läraren              | TV-serie |
| 2003 | Paragraf 9                              | Åke Antonsson        | TV-serie |
| 2004 | Hotet                                   | Rosin                |          |
| 2006 | Beck – Skarpt läge                      | Martin Beck          |          |
| 2006 | Beck – Flickan i jordkällaren           | Martin Beck          |          |
| 2006 | Göta kanal 2 – kanalkampen              | grävmaskinist        |          |
| 2006 | Beck – Gamen                            | Martin Beck          |          |
| 2006 | Beck – Advokaten                        | Martin Beck          |          |
| 2006 | Små mirakel och stora                   | Per                  |          |
| 2007 | Beck – Den japanska shungamålningen     | Martin Beck          |          |
| 2007 | Beck – Den svaga länken                 | Martin Beck          |          |
| 2007 | Beck – Det tysta skriket                | Martin Beck          |          |
| 2007 | Beck – I Guds namn                      | Martin Beck          |          |
| 2008 | Kommissarien och havet                  | Staffan Mellgren     | TV-serie |
| 2009 | Beck – I stormens öga                   | Martin Beck          |          |
| 2009 | Crashpoint – 90 Minuten bis zum Absturz | Michael Winkler      |          |
| 2009 | Män som hatar kvinnor                   | Martin Vanger        |          |
| 2010 | Beck – Levande begravd                  | Martin Beck          |          |
| 2011 | Gustafsson 3 tr                         | Roger                | TV-serie |
| 2014 | Bamse och tjuvstaden                    | Bamse                | Röst     |
| 2014 | Beck – Rum 302                          | Martin Beck          |          |
| 2015 | Beck – Familjen                         | Martin Beck          |          |
| 2015 | Beck – Invasionen                       | Martin Beck          |          |
| 2015 | Beck – Sjukhusmorden                    | Martin Beck          |          |
| 2016 | Beck – Gunvald                          | Martin Beck          |          |
| 2016 | Beck – Steinar                          | Martin Beck          |          |
| 2016 | Beck – Vägs ände                        | Martin Beck          |          |
| 2016 | Bamse och häxans dotter                 | Bamse                | Röst     |
| 2016 | Beck – Sista dagen                      | Martin Beck          |          |
| 2018 | Beck – Ditt eget blod                   | Martin Beck          |          |
| 2018 | Beck – Den tunna isen                   | Martin Beck          |          |
| 2018 | Beck – Utan uppsåt                      | Martin Beck          |          |
| 2018 | Beck – Djävulens advokat                | Martin Beck          |          |
| 2018 | Halvdan Viking                          | Björn                |          |
| 2018 | Bamse och dunderklockan                 | Bamse                | Röst     |
| 2019 | Britt-Marie var här                     | Kent                 |          |
| 2020 | Beck – Undercover                       | Martin Beck          |          |
| 2020 | Beck – Utom rimligt tvivel              | Martin Beck          |          |
| 2021 | Beck – Döden i Samarra                  | Martin Beck          |          |
| 2021 | Beck – Den förlorade sonen              | Martin Beck          |          |
| 2021 | Beck – Ett nytt liv                     | Martin Beck          |          |
| 2022 | Beck – Rage Room                        | Martin Beck          |          |
| 2022 | Beck – 58 minuter                       | Martin Beck          |          |
| 2022 | Beck – Den gråtande polisen             | Martin Beck          |          |
| 2022 | Beck – Dödsfällan                       | Martin Beck          |          |
| 2023 | En dag kommer allt det här bli ditt     | pappa                |          |
| 2023 | Beck – Quid Pro Quo                     | Martin Beck          |          |
| 2023 | Beck – Inferno                          | Martin Beck          |          |
| 2023 | Beck – Dödläge                          | Martin Beck          |          |
| 2024 | Beck – Vilhelm                          | Martin Beck          |          |
| 2025 | Beck – Den osynlige mannen              | Martin Beck          |          |
| 2025 | Beck – Ur askan                         | Martin Beck          |          |

## Teater

### Roller (ej komplett)
| År   | Roll                                          | Produktion                                                                                   | Regi             | Teater                   |
| ---- | --------------------------------------------- | -------------------------------------------------------------------------------------------- | ---------------- | ------------------------ |
| 1976 | Emil                                          | Maria från Borstahusen                                                                       | Mary Andersson   | Skånska Teatern          |
| 1982 | Josef Schmidt Arvid Brogren Ernst Lykke       | På jorden knappt leva vi få: Den heliga familjen Sångare! Vägen till Kanaan! Rudolf Värnlund | Peter Oskarson   | Skånska Teatern          |
| 1985 | Indra Officeren                               | Ett drömspel August Strindberg                                                               | Peter Oskarson   | Folkteatern i Gävleborg  |
| 1989 |                                               | Hur andra älskar (How The Other Half Loves) Alan Ayckbourn                                   | Olof Thunberg    | Intiman                  |
| 1997 | Ragnar Wallén                                 | Hotelliggaren (Two Into One) Ray Cooney                                                      | Bo Hermansson    | Chinateatern             |
| 2002 | Anton Antonovitj Skvoznik, borgmästare        | Revisorn (Ревизор, Revizor) Nikolaj Gogol                                                    |                  | Chinateatern             |
| 2018 | Alex Priest                                   | Heisenberg Simon Stephens                                                                    | Tereza Andersson | Scalateatern             |
| 2018 | Vittne Charles VI Pierre Cauchon (ordförande) | Jeanne d’Arc Annika Silkeberg                                                                | Annika Silkeberg | Helsingborgs stadsteater |